# Municipio de Sugar Creek (condado de Logan)
El municipio de Sugar Creek (en inglés: Sugar Creek Township) es un municipio ubicado en el condado de Logan en el estado estadounidense de Arkansas. En el año 2010 tenía una población de 570 habitantes y una densidad poblacional de 5,32 personas por km².

## Geografía
El municipio de Sugar Creek se encuentra ubicado en las coordenadas 35°4′35″N 93°51′46″O / 35.07639, -93.86278. Según la Oficina del Censo de los Estados Unidos, el municipio tiene una superficie total de 107.11 km², de la cual 106,68 km² corresponden a tierra firme y (0,4 %) 0,43 km² es agua.

## Demografía
Según el censo de 2010, había 570 personas residiendo en el municipio de Sugar Creek. La densidad de población era de 5,32 hab./km². De los 570 habitantes, el municipio de Sugar Creek estaba compuesto por el 97,02 % blancos, el 0,7 % eran amerindios, el 0,88 % eran asiáticos y el 1,4 % eran de una mezcla de razas. Del total de la población el 0,35 % eran hispanos o latinos de cualquier raza.